# Sea Devils
Sea Devils (Brasil: Heróis do Mar / Portugal: Demónios do Mar) é um filme estadunidense de 1937, do gênero ação, dirigido por Benjamin Stoloff e estrelado por Victor McLaglen e Preston Foster. Com um roteiro elogiável pela construção, ritmo e diálogos, uma direção segura e excelente fotografia, auxiliada pelos efeitos especiais, o filme não teve dificuldades em mostrar-se lucrativo para a contabilidade da RKO.

## Sinopse
Medals Malone, oficial da Guarda Costeira está determinado a fazer com que a filha Doris se case com Steve, um marinheiro seu amigo. Doris, porém, está apaixonada por Mike O'Shea, também membro daquela força. Disso resultam violentos conflitos entre pai e filha e entre pai e pretendente.

## Elenco
| Ator/Atriz      | Personagem              |
| --------------- | ----------------------- |
| Victor McLaglen | William 'Medals' Malone |
| Preston Foster  | Mike O'Shea             |
| Ida Lupino      | Doris Malone            |
| Donald Woods    | Steve Webb              |
| Helen Flint     | Sadie Bennett           |
| Gordon Jones    | Puggy                   |
| Pierre Watkin   | Comandante do USS Taroe |
| Murray Alper    | Brown, um marinheiro    |
| Billy Gilbert   | Billy, um policial      |